# Francisco Stella
Francesco(Francesco) Stella (Nació en Roma, en 1862 - Buenos Aires 1940). Escenógrafo, decorador. Nació en Roma, en 1862. Estudió escenografía en su ciudad natal bajo la dirección de los profesores Alejandro y Luis Bazzani. Llegó a la Argentina en 1897, contratado para realizar las decoraciones murales de la residencia particular del entonces presidente de la República, José Evaristo Uriburu. Decoró más tarde las iglesias de San Carlos y de Nuestra Señora de Sion, en Buenos Aires, y la de Nuestra Señora del Rosario (actualmente catedral) en la ciudad santafesina homónima. Solicitaron su colaboración los más afamados arquitectos de su época. En la actividad escenográfica, estuvo asociado a Alfredo Lancillotti y Humberto Talevi, con quienes efectuó numerosos decorados para diversas compañías, habiendo merecido su labor juicios conceptuosos. En 1905, intervino en la fundación de la sociedad Escenógrafos Reunidos, y de la que formó parte con Juan Piantini, su director, Darío Fiorani, Cipriano Otorgués y los citados Lancillotti y Talevi. Aproximadamente entre 1911 y 1924 es contratado por el Teatro Colón de Buenos Aires, donde ha efectuado múltiples trabajos escenográficos como artista escenógrafo para diversas presentaciones de Opera y Ballet. Falleció en 1940. Padre del escenógrafo italiano Hugo Stella(1891-1953).    https://sites.google.com/site/francescostellasite/ Archivado el 25 de octubre de 2020 en Wayback Machine.

## De recursos externos
- Referencia
- FRANCESCO STELLA Artista Pittore Romano (1862-1940) Parte 1
- FRANCESCO STELLA Artista Pittore Romano (1862-1940) Parte 2
- FRANCESCO STELLA(Google pages) Archivado el 25 de octubre de 2020 en Wayback Machine.

- Datos: Q3750707